# Po piąte... a niech gadają
Po piąte... a niech gadają – dwupłytowy, piąty album studyjny polskiego zespołu muzycznego Ich Troje wydany 16 maja 2002 roku w trzech wersjach: czerwonej, czarnej i białej. Wersje te różnią się kolorem okładek i utworami dodatkowymi. W nagraniu udział wzięli: Michał Wiśniewski, Jacek Łągwa oraz Justyna Majkowska.
Nagrania dotarły do 1. miejsca zestawienia OLiS. 7 października 2002 album uzyskał status diamentowej płyty.

## Lista utworów
Na podstawie.

### Płyta czerwona
CD 1
1. "Mam już dość" 3:34
2. "Zakochaj się" 3:35
3. "Spóźnieni kochankowie" 4:13
4. "Tango straconych" 4:36
5. "Wybierz mnie" 4:05
6. "Królowa niebios" 5:15
7. Bonus czerwony: "Kochaj mnie kochaj" (wersja włoska) 3:31

CD 2
1. "Pokaż ludziom brzuch" 3:06
2. "Tobą oddychać chcę" 3:32
3. "Dancing" 3:59
4. "Nasz pierwszy raz, ostatni raz" 4:25
5. "Zostań" 4:14
6. "Kim jest człowiek, jeśli nie człowiekiem tylko" 4:30
7. Bonus czerwony: "Nieśmiertelny" 3:45

### Płyta czarna
CD 1
1. "Mam już dość" 3:34
2. "Zakochaj się" 3:35
3. "Spóźnieni kochankowie" 4:13
4. "Tango straconych" 4:36
5. "Wybierz mnie" 4:05
6. "Królowa niebios" 5:15
7. Bonus czarny: "Kochaj mnie kochaj" (wersja francuska) 3:31

CD 2
1. "Pokaż ludziom brzuch" 3:06
2. "Tobą oddychać chcę" 3:32
3. "Dancing" 3:59
4. "Nasz pierwszy raz, ostatni raz" 4:25
5. "Zostań" 4:14
6. "Kim jest człowiek, jeśli nie człowiekiem tylko" 4:30
7. Bonus czarny: "Powiedz" (wersja rosyjska) 4:06

### Płyta biała
CD 1
1. "Mam już dość" 3:34
2. "Zakochaj się" 3:35
3. "Spóźnieni kochankowie" 4:13
4. "Tango straconych" 4:36
5. "Wybierz mnie" 4:05
6. "Królowa niebios" 5:15
7. Bonus biały: "Kochaj mnie kochaj" (wersja polska) 3:31

CD 2
1. "Pokaż ludziom brzuch" 3:06
2. "Tobą oddychać chcę" 3:32
3. "Dancing" 3:59
4. "Nasz pierwszy raz, ostatni raz" 4:25
5. "Zostań" 4:14
6. "Kim jest człowiek, jeśli nie człowiekiem tylko" 4:30
7. Bonus biały: "Kochać kobiety" 4:45

## Certyfikat
| Kraj          | Certyfikat       | Sprzedaż |
| ------------- | ---------------- | -------- |
| Polska (ZPAV) | diamentowa płyta | 700 000  |